# Anyika Onuora
Anyika Onuora (Liverpool, Regne Unit, 28 d'octubre de 1984) és una atleta britànica, especialista en la prova de 4x400 m, amb la qual ha aconseguit ser medallista de bronze mundial en 2015.

## Carrera esportiva
Al Mundial de Pequín 2015 va guanyar la medalla de bronze en els relleus 4x400 m, després de les jamaicanes i nord-americanes, i a l'any següent a les Olimpíades de Rio 2016 va tornar a guanyar el bronze en la mateixa prova de relleus.